# Otočac
Otočac este un oraș în cantonul Lika-Senj, Croația, având o populație de 9.778 de locuitori (2011).

## Demografie
Componența etnică a orașului Otočac
     Croați (91,18%)
     Sârbi (7,25%)
     Necunoscut (0,81%)
     Neclasificat (0,6%)
Componența confesională a orașului Otočac
     Catolici (89,8%)
     Ortodocși (7,14%)
     Necunoscută (1,7%)
     Alte religii (1,36%)
Conform recensământului din 2011, orașul Otočac avea 9.778 de locuitori. Din punct de vedere etnic, majoritatea locuitorilor (91,18%) erau croați, cu o minoritate de sârbi (7,25%). Apartenența etnică nu este cunoscută în cazul a 0,81% din locuitori. Din punct de vedere confesional, majoritatea locuitorilor (89,8%) erau catolici, cu o minoritate de ortodocși (7,14%). Pentru 1,7% din locuitori nu este cunoscută apartenența confesională.